# Ryszard Trzcionka
Ryszard Trzcionka (ur. 11 czerwca 1911 w Dąbrowie Górniczej, zm. 11 marca 1983) – polski energetyk i polityk komunistyczny, poseł na Sejm PRL III kadencji.

## Życiorys
Syn Romana i Stefanii. Uzyskał wykształcenie wyższe, z zawodu technik energetyk, ukończył również trzyletnie studium w Wyższej Szkole Nauk Społecznych przy Komitecie Centralnym Polskiej Zjednoczonej Partii Robotniczej. W 1946 wstąpił do Polskiej Partii Robotniczej, a następnie do Polskiej Zjednoczonej Partii Robotniczej. W strukturach PZPR w latach 1951–1979 był członkiem Komitetu Wojewódzkiego w Katowicach, a ponadto pełnił kolejno funkcje referenta (od 1950) i instruktora (1951) wydziału ekonomicznego KW, zastępcy kierownica wydziału przemysłu ciężkiego (od 1951), kierownika wydziału hutniczego (od 1953), sekretarza do spraw ekonomicznych KW (od 1953), sekretarza KW (od 1954), członka egzekutywy KW (1954–1973) oraz kierownika wydziału ekonomicznego KW (od 1956). W latach 1964–1976 pracował na stanowisku podsekretarza stanu Ministerstwa Przemysłu Ciężkiego.
W latach 1965–1976 był prezesem Ruchu Chorzów.
W 1961 został wybrany na posła na Sejm PRL w okręgu Sosnowiec, zasiadał w Komisji Budownictwa i Gospodarki Komunalnej. 
Był żonaty z Haliną Trzcionką (1923–2005). Pochowany na cmentarzu ewangelickim przy ul. Francuskiej w Katowicach (kwatera 9-B-12).

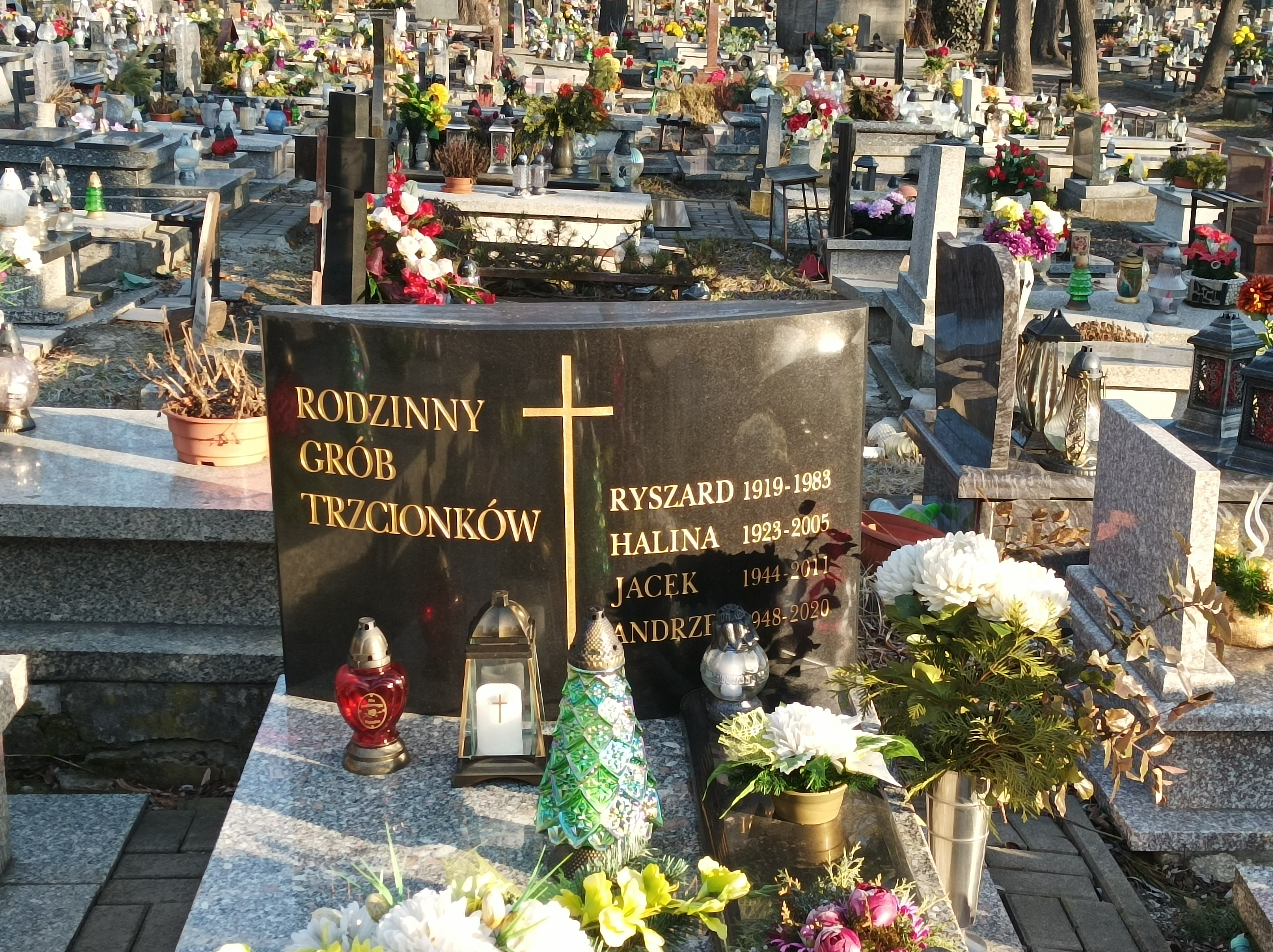
Grób Ryszarda Trzcionki na cmentarzu ewangelickim przy ul. Francuskiej w Katowicach

## Odznaczenia
Posiadał m.in. następujące odznaczenia:
- Krzyż Komandorski Orderu Odrodzenia Polski
- Krzyż Oficerski Orderu Odrodzenia Polski
- Order Sztandaru Pracy I klasy (1969)[4]
- Order Sztandaru Pracy II klasy (1964)[5]
- Srebrny Krzyż Zasługi (1949)[6]
- Brązowy Krzyż Zasługi (1947)[7]
- Odznaka tytułu honorowego „Zasłużony Hutnik Polskiej Rzeczypospolitej Ludowej”
- Odznaka 1000-lecia Państwa Polskiego (1963)[8]
- Złote Odznaczenie im. Janka Krasickiego (1969)[9]
- Złota odznaka „Za pracę społeczną dla miasta Krakowa” (1972)[10]
- Złota odznaka „Za zasługi dla województwa warszawskiego” (1971)[11]
- Medal pamiątkowy 750-lecia Częstochowy (1967)[12]
- Tytuł „Zasłużony dla Żywieckich Zakładów Futrzarskich” (1976)[13]